# My Happiness
My Happiness – album francuskiej piosenkarki Amandy Lear, wydany w 2014 roku.

## Ogólne informacje
My Happiness to trzeci album w karierze Amandy Lear zawierający wyłącznie covery. Krążek jest hołdem dla Elvisa Presleya i składa się z trzynastu utworów pochodzących z jego repertuaru. Nie był to pierwszy raz, kiedy piosenkarka sięgnęła po utworu Presleya – swą karierę rozpoczęła własną wersją jego piosenki „Trouble” w 1975 roku, a później nagrała także „Fever” i „Always on My Mind”.
Pierwotnie płyta została zapowiedziana na jesień 2013, jednak ostatecznie krążek ukazał się w marcu 2014 roku. Album wszedł na listy sprzedaży we Francji.

## Lista utworów
1. „Burning Love” – 3:28
2. „Suspicious Minds” – 5:03
3. „All Shook Up” – 2:14
4. „Are You Lonesome Tonight” – 3:07
5. „It’s Now or Never” – 3:22
6. „(You’re the) Devil in Disguise” – 2:39
7. „Viva Las Vegas” – 2:24
8. „Heartbreak Hotel” – 3:50
9. „What Now My Love” – 3:11
10. „Trouble” – 2:44
11. „You Don’t Have to Say You Love Me” – 3:08
12. „Can’t Help Falling in Love” – 3:28
13. „My Happiness” – 2:47

## Single z płyty
- 2014: „Suspicious Minds”
- 2014: „What Now My Love”